# Leipziger Straße (Magdeburg)

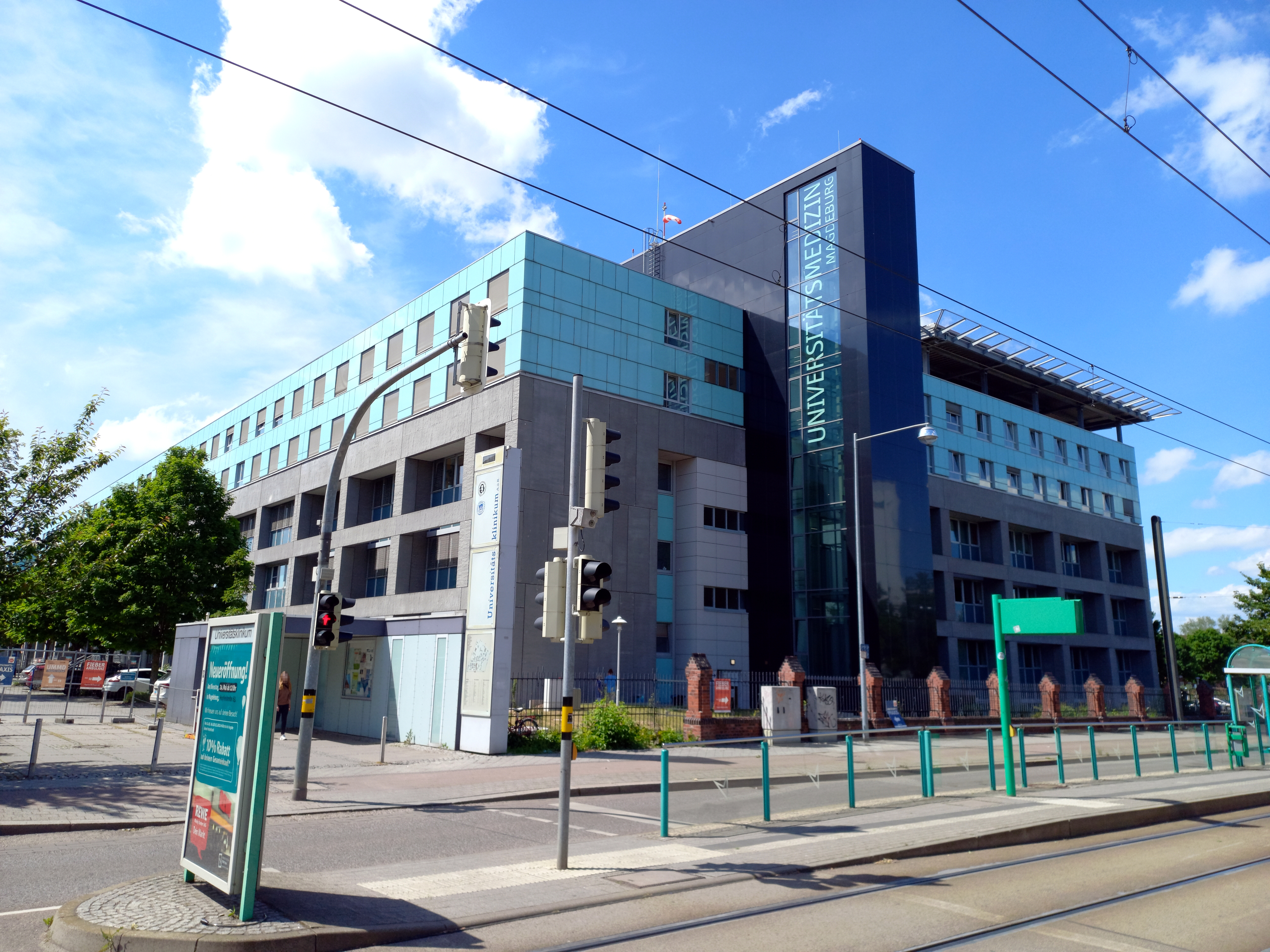
Universitätsklinikum

Leipziger Straße ist ein Stadtteil der Stadt Magdeburg.

## Fläche und Einwohner
Auf einer Fläche von 3,378 km² leben 15.555 Menschen (Stand 31. Dezember 2021). Benannt wurde der Stadtteil nach der ihn von Norden nach Süden durchziehenden Leipziger Straße. Die Arbeitslosenquote liegt im Durchschnitt der Stadt Magdeburg. Die Zahl der Sozialleistungsempfänger ist überdurchschnittlich. Der Altersdurchschnitt ist unterdurchschnittlich. Mit einem Ausländeranteil von 18 % (Stand 2020) liegt Leipziger Straße deutlich über dem Ausländeranteil Magdeburgs.

## Lage
Im Norden grenzt der Stadtteil an die Altstadt, im Westen an Sudenburg, im Süden an Lemsdorf, Reform und Hopfengarten und im Osten an Buckau.
Der Stadtteil gliedert sich in sieben statistische Bezirke (Fermersleber Weg, Helmholtzstraße, Insel, Kristallpalast, Medizinische Akademie, Schilfbreite und Semmelweisstraße), denen jedoch nur statistische Bedeutung zukommt. Durch den Stadtteil fließt die Klinke.

## Geschichte

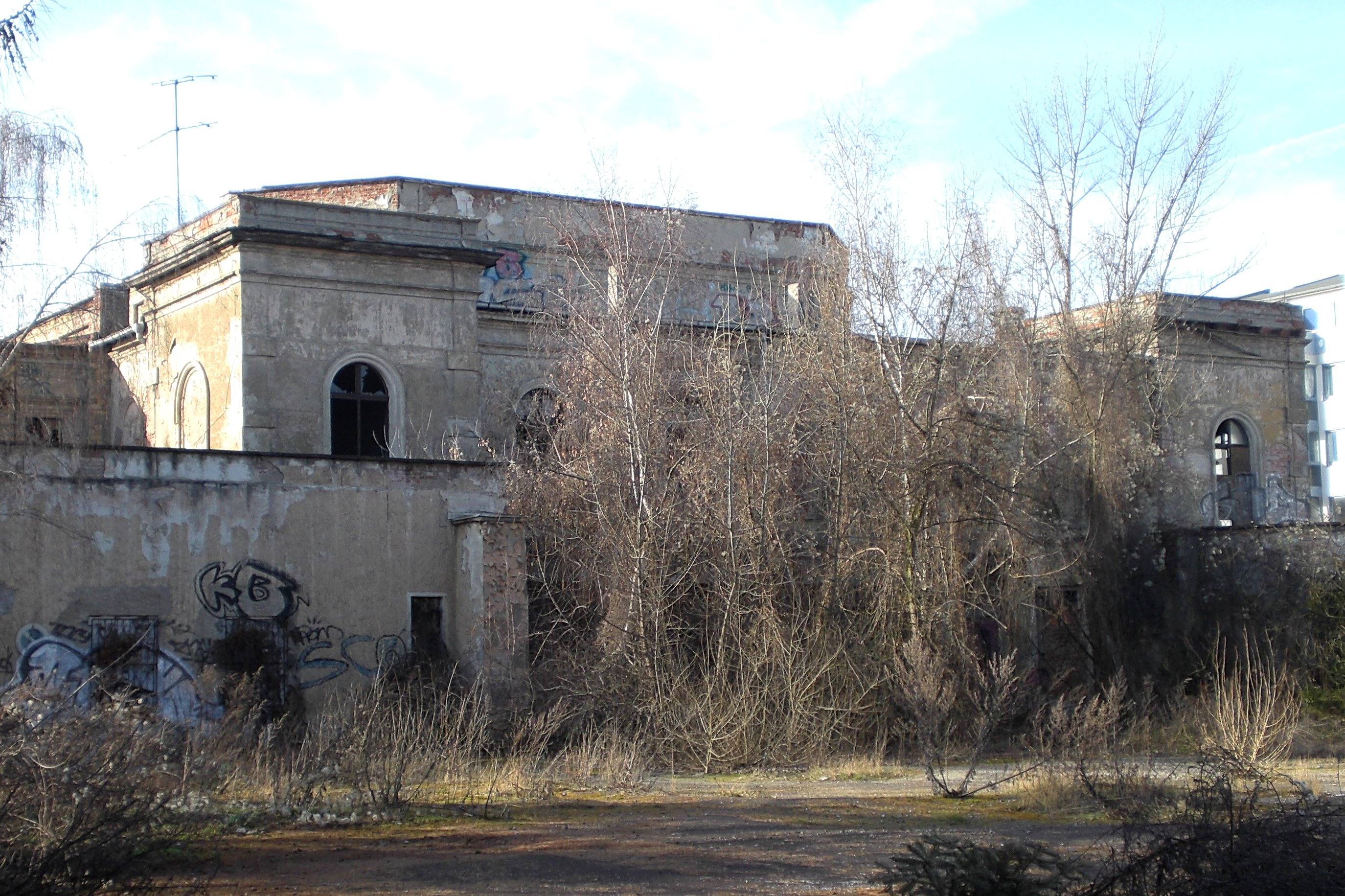
Kristall-Palast – 2008

Ursprünglich gehörte der Stadtteil im Wesentlichen zu Sudenburg, war jedoch bis zum Ende des 19. Jahrhunderts überwiegend unbebaut. Es entstanden dann im Norden des Stadtteils und somit südlich der Tore Magdeburgs neue Gebäude und Straßenzüge, für die in der Enge der Altstadt kein ausreichender Platz war. Von 1889 bis 1892 wurde der Kristall-Palast Magdeburg, ein großes Veranstaltungsgebäude, gebaut. Von 1898 bis 1905 entstand dann im äußersten Nordosten des Stadtteils das sogenannte Lenné-Viertel, ein Villenviertel vor den Toren der damaligen Altstadt.
Im Süden wurde das Universitätsklinikum Magdeburg, zunächst als Krankenhaus Sudenburg, angesiedelt. In der Zeit der DDR entstanden entlang der Leipziger Straße und im Gebiet Schilfbreite Gebäude in Plattenbautechnik.
Aufgrund seiner Entstehungsgeschichte fehlt dem Stadtteil noch heute ein eigenes Zentrum. Bezugsgröße für die Bewohner sind mehr die kleinteiligeren Quartiere, die sich zum Teil in der Gliederung der statistischen Bezirke ausdrücken.

## Wirtschaft
Im Jahr 2001 bestanden im Stadtteil 478 Mitgliedsbetriebe der IHK und 82 Betriebe der Handwerkskammer. Von erheblicher wirtschaftlicher Bedeutung ist das Universitätsklinikum und die dort angegliederten Institute und Forschungseinrichtungen.

## Bauten, Denkmäler, Grünanlagen
Die im Stadtteil vorhandenen Kulturdenkmale sind im örtlichen Denkmalverzeichnis aufgeführt.

### Museen und Kultureinrichtungen
- Technikmuseum Magdeburg
- Kristall-Palast Magdeburg, seit 1986 geschlossen

### Villen des Lenné-Viertels
- Grusonstraße 8a, Villa, gebaut am Ende des 19. Jahrhunderts
- Humboldtstraße 1, Villa, gebaut 1900 für Kaufmann Krull nach Entwurf von Otto Brandt
- Humboldtstraße 4, Villa, gebaut 1907 von Reinhold Ranisch
- Villa Wolf, Humboldtstraße 11, heutiges Standesamt, gebaut 1901 von Hermann Solf und Franz Wichards
- Humboldtstraße 12, Villa, gebaut 1900 von Fritz Folgenschläger
- Humboldtstraße 14, Villa, gebaut 1912 nach Entwurf von Albin Müller für den Chirurgen Walther Wendel
- Humboldtstraße 16, Villa, gebaut 1903 nach Entwurf von F. Boese
- Villa Farenholtz, Jean-Burger-Straße 2, gebaut 1912 nach Entwurf von Paul Mebes
- Lennéstraße 1, Villa, gebaut 1900 für den Stadtbaurat Otto Peters
- Lennéstraße 4, Villa, gebaut 1902 durch Otto Brandt
- Villa von Bergen, Lennéstraße 11, gebaut 1902 durch Wilhelm Hahn

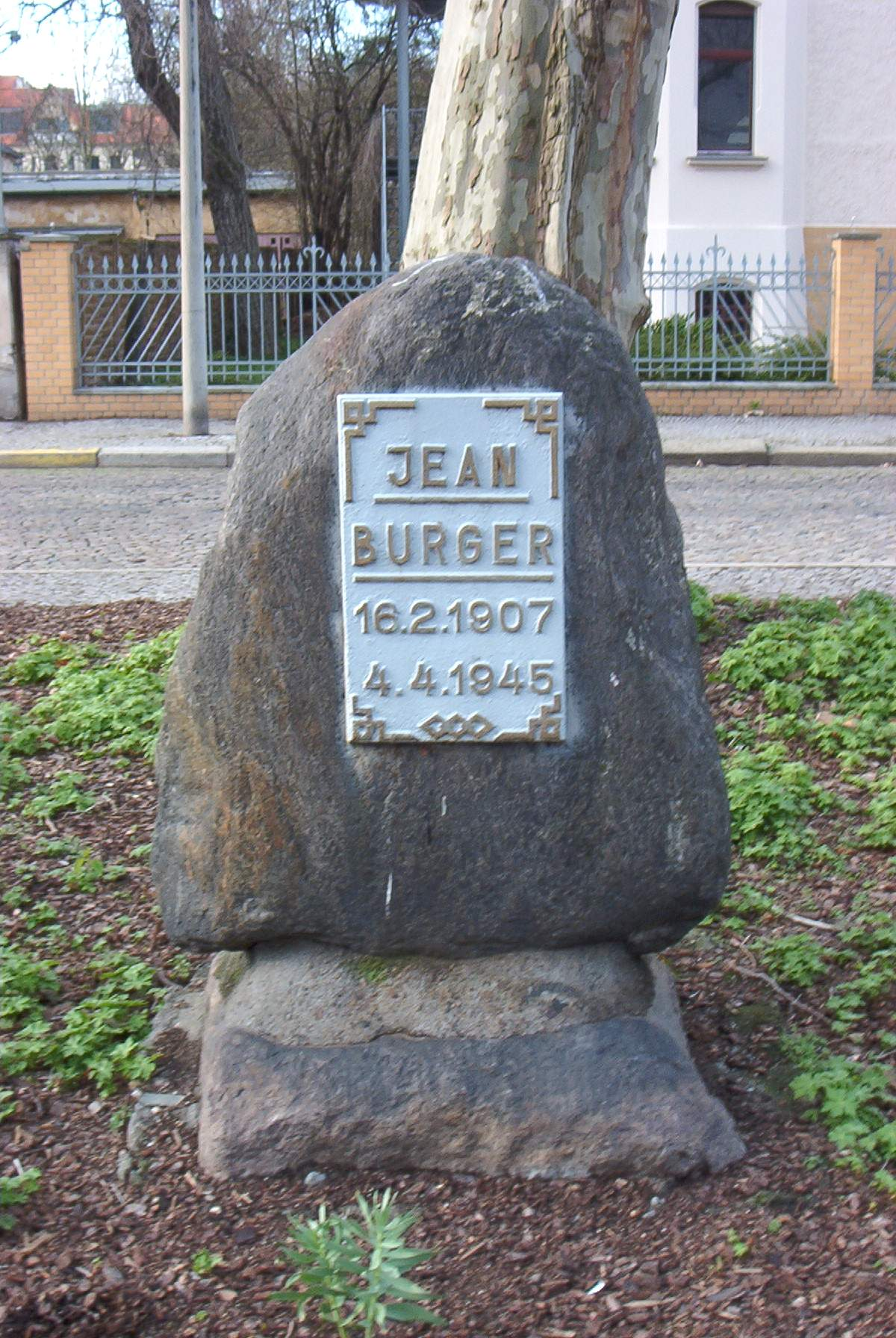
Gedenkstein für Jean Burger

### Denkmäler
- Eike-von-Repgow-Denkmal, 1937 geschaffen von Hans Grimm
- Gedenkstein für Jean Burger in der Lennéstraße

### Rayonhäuser
Bedingt durch die Lage des Stadtteils im Festungsrayon der Festung Magdeburg mussten Gebäude zunächst so errichtet werden, dass sie im Kriegsfall in kürzester Zeit eingerissen werden konnten, um der Festung ein freies Schussfeld zu ermöglichen. Nur wenige dieser daher im Fachwerkbauweise errichteten sogenannten Rayonhäuser sind erhalten.
- Leipziger Straße 7, erbaut 1884 von Zimmermeister Heinrich Gose
- Leipziger Straße 8, erbaut 1885 von Carl Dabelow
- Leipziger Straße 9, erbaut 1887 von Carl Ganzlin
- Leipziger Straße 55, erbaut 1887 durch Zimmermeister Alb. Jul. Hitzeroth
- Helmholtzstraße 8, Villa, erbaut 1889/90

### Kirchen
Der in der Zeit der Weimarer Republik geplante Bau einer evangelischen Kirche scheiterte an den wirtschaftlichen Problemen in der Rezession. Dieses Projekt brachte jedoch das im Stil des Neuen Bauens errichtete Gemeindehaus St. Michael hervor, welches heute eine selbständige evangelische Kirchengemeinde beherbergt. Seit 1921 ist auch eine Gemeinde der neuapostolischen Kirche im Stadtteil vorhanden, die in den Jahren 1987 bis 1992 die heutige Neuapostolische Kirche Magdeburg-Leipziger Straße errichtete.

### Friedhöfe
- Südfriedhof, angelegt ab 1872 durch Paul Viktor Niemeyer. Auf dem Friedhof befindet sich eine 1876 von Aurel Sturmhöfel im Stil des Neoklassizismus errichtete Kapelle.
- Jüdischer Friedhof, in Nutzung seit 1816. Einige Grabsteine stammen jedoch bereits aus dem 13. Jahrhundert und wurden von einem alten Begräbnisplatz hierher gebracht. Die Feierhalle stammt aus dem Jahr 1864 und wurde nach Plänen Johann Heinrich L´hermets errichtet.

## Persönlichkeiten
Im Stadtteil lebten der Ingenieur Waldemar Vinz (1906–1986) und der Schauspieler Kurt Rackelmann (1910–1973).